# بخش کولو
بخش کولو (به انگلیسی: Kullu district) یک منطقهٔ مسکونی در هند است که در هیماچال پرادش واقع شده‌است. بخش کولو ۵٬۵۰۳ کیلومتر مربع مساحت و ۴۳۷٬۹۰۳ نفر جمعیت دارد.